# Orthomegas
Orthomegas es un género de escarabajos longicornios de la tribu Callipogonini.

## Especies
- Orthomegas cinnamomeus (Linné, 1758)
- Orthomegas folschveilleri Audureau, 2011
- Orthomegas fragosoi (Bleuzen, 1993)
- Orthomegas frischeiseni (Lackerbeck, 1998)
- Orthomegas haxairei (Bleuzen, 1993)
- Orthomegas irroratus (Lameere, 1915)
- Orthomegas jaspideus Buquet, 1844
- Orthomegas marechali (Bleuzen, 1993)
- Orthomegas maryae (Schmid, 2011)
- Orthomegas monnei (Bleuzen, 1993)
- Orthomegas pehlkei (Lameere, 1904)
- Orthomegas similis Gahan, 1894
- Orthomegas sylvainae Audureau, 2011